# Dobór osobniczy
Dobór osobniczy (dobór indywidualny) – klasyczna koncepcja w teorii ewolucji zakładająca, że jednostkami doboru naturalnego są osobniki. Odnosi się do poziomu, na którym następuje selekcja cech osobniczych, w tym przypadku pojedynczych osobników danego gatunku. Proces selekcji przebiega dzięki temu, że niektóre osobniki należące do populacji osiągają większy sukces reprodukcyjny, co umożliwia utrwalanie swoich cech genetycznych.
W rzeczywistości dobór naturalny nie jest selekcją genotypów, a dotyczy poszczególnych genów. Teoretyczne modele genetyki populacyjnej dotyczą zmian częstości alleli tych samych genów. R. Dawkins w popularnonaukowej książce Samolubny gen przybliżył mechanizm doboru zachodzącego w ramach populacji nie używając trudnego matematycznego języka genetyki populacyjnej. W kolejnej książce, adresowanej do biologów, R. Dawkins opisywał wszystkie zaburzenia mejozy jako efekty konfliktów między genami w obrębie genomu, występujących u organizmów diploidalnych.
W latach 60. i 70. XX wieku, koncepcja klasyczna została zakwestionowana przez ewolucjonistów, którzy proponowali inne jednostki doboru: Vero C. Wynne-Edwards przedstawiał koncepcję doboru grupowego, a R. Dawkins koncepcję, w której jednostką doboru jest gen. W tym czasie S. J. Gould bronił stanowiska klasycznego, zakładając przy tym, że podejście Dawkinsa jest zasadniczo błędne, ponieważ dobór widzi ciała, a nie geny. W Samolubnym genie R. Dawkins dobór osobniczy przedstawiał jako alternatywę dla doboru grupowego, zauważając, że ta druga ma mniej zwolenników wśród ewolucjonistów. Propagował jednocześnie dobór genowy. W odpowiedzi na krytykę S. J. Goulda, w Fenotypie rozszerzonym stwierdził, że koncepcje doboru genowego, osobniczego i grupowego nie znajdują się na „szczeblach jednej drabiny”, ponieważ spór między zwolennikami doboru osobniczego i doboru grupowego dotyczy tego, co jest nośnikiem doboru, natomiast w przypadku sporu między koncepcją doboru osobniczego i genowego chodzi o wyjaśnienie kwestii, czy jednostką doboru jest nośnik (genów), czy replikator (gen).
Pod koniec lat 70. w pozycjach E. O. Wilsona pojęcie doboru osobniczego przedstawiane było jako przeciwieństwo doboru grupowego i krewniaczego, aczkolwiek dobór krewniaczy może też być traktowany jako dobór indywidualny. W popularnym wydaniu Socjobiologii E. O. Wilson dobór naturalny lokował na poziomach między osobnikiem i gatunkiem. Wskazywał także na selekcję migracyjną i międzydemową (międzypopulacyjną), tłumacząc zachowania altruistyczne.
Różne poziomy analizy doboru naturalnego pozwalają na wyjaśnianie różnych zjawisk, takich jak zachowania społeczne bądź konflikty genetyczne.